# 대니얼 어데어
대니얼 어데어(Daniel Adair, 1975년 2월 19일 ~ )는 캐나다의 드러머로, 니켈백의 일원이다.